# تاريخ الحرب في أفغانستان (2001–2021)
الحرب في أفغانستان (أو الحرب الأمريكية في أفغانستان، أو الحرب الأفغانية، أو الحرب الإنجليزية الأفغانية الرابعة) سُميت حركيًّا بين 2001–2014 عملية الحرية الباقية، ومن 2015 إلى الآن عملية حارس الحرية، عقب غزو الولايات المتحدة لأفغانستان في 7 أكتوبر 2001، حين نجحت هي وحلفاؤها في تنحية طالبان عن السلطة لحرمان القاعدة من اتخاذ مقر عملياتي آمن في أفغانستان.

## الغزو الأمريكي لأفغانستان
بعد هجمات 11 سبتمبر على الفور، اقترح الجنرال تومي فرانكس، القائد العام للقيادة المركزية (سينتكوم)، على الرئيس جورج دبليو بوش ووزير الدفاع دونالد رامسفيلد أن تغزو الولايات المتحدة أفغانستان باستخدام قوة تقليدية قوامها 60 ألف جندي، تسبقها ستة أشهر من التحضيرات. خشي رامسفيلد وبوش من تعثر الغزو التقليدي لأفغانستان كما حدث مع السوفييت منذ 1979 والبريطانيين في 1842. رفض رامسفيلد خطة فرانكس، قائلًا: «أريد رجالًا على الأرض الآن!» عاد فرانكس في اليوم التالي مع خطة معتمدة على القوات الخاصة الأمريكية. في 26 سبتمبر 2001، أي بعد خمسة عشر يومًا من هجمات 11 سبتمبر، أدخلت الولايات المتحدة سرًا أعضاء من شعبة النشاطات الخاصة في وكالة المخابرات المركزية بقيادة غاري شرون ضمن فريق جوبريكر (كاسر الفك) إلى أفغانستان، ليشكلوا فريق الاتصال في شمال أفغانستان. وقد وُصلوا مع التحالف الشمالي ليكونوا جزءًا من فرقة خنجر.
بعد أسبوعين، فرقة العمل خنجر؛ مفرزة العمليات ألفا (أو دي إيه) 555 و595، فرق القبعات الخضراء المكونة من 12 رجلًا التابعة للمجموعة الخامسة من القوات الخاصة، بالإضافة إلى وحدات التحكم القتالية التابعة للقوات الجوية، نُقلوا جميعًا عبر الجو بواسطة الهليكوبتر من قاعدة كارشي خان أباد الجوية في أوزبكستان قاطعين أكثر من 300 كيلومترًا (190 ميلًا) عبر جبال هندوكوش التي يبلغ ارتفاعها 16000 قدم (4900 مترًا) في ظروف رؤية شبه معدومة على متن طائرتي هليكوبتر من طراز بوينغ سي إتش-47 شينوك تابعة لفوج طيران العمليات الخاصة. تزودت طائرتا «شينوك» بالوقود في أثناء الرحلة ثلاث مرات خلال المهمة التي استغرقت 11 ساعة، فحققتا رقمًا قياسيًا في تاريخ المهمات القتالية للطائرات العمودية. وُصلت هذه القوات بوكالة المخابرات المركزية والتحالف الشمالي. وخلال أسابيع قليلة، انتزع التحالف الشمالي، بمساعدة القوات البرية والجوية الأمريكية، مدنًا رئيسة متعددة من سيطرة طالبان.
أطلقت الولايات المتحدة رسميًا عملية «الحرية الدائمة» في 7 أكتوبر 2001، بمساعدة المملكة المتحدة. وانضمت إليهما لاحقًا دول أخرى. طردت الولايات المتحدة وحلفاؤها طالبان من السلطة وبنت قواعد عسكرية قرب المدن الرئيسة في جميع أنحاء البلاد. لم يقبض على معظم أفراد القاعدة وطالبان الذين هربوا إلى باكستان المجاورة أو تراجعوا إلى المناطق الريفية أو الجبلية النائية.
في 20 ديسمبر 2001، أذنت الأمم المتحدة بدخول قوات المساعدة الدولية لإرساء الأمن في أفغانستان (إيساف)، تمثلت مهمة هذه القوات بمساعدة الأفغان على حفظ الأمن في كابول والمناطق المحيطة بها. وأنشئت في البداية من مقر الفرقة الآلية الثالثة البريطانية بقيادة اللواء جون ماكول، ولم يتخط عدد أفرادها في السنوات الأولى 5000. لم يتجاوز تفويضها منطقة كابول في السنوات الأولى. شارك ثمانية عشر بلدًا في هذه القوات في فبراير 2002.
في مؤتمر بون الذي عقد في ديسمبر 2001، اختير حامد كرزاي لرئاسة الإدارة الأفغانية المؤقتة، التي أصبحت بعد اجتماع لويا جيرغا في كابول عام 2002 الإدارة الأفغانية الانتقالية. وفي الانتخابات الشعبية التي جرت في 2004، انتخب كرزاي رئيسًا للدولة التي تسمى الآن جمهورية أفغانستان الإسلامية.

## العمليات بعد أناكوندا
بعد المعركة في شاهي كوت، أقام مقاتلو القاعدة ملاذات على الحدود الباكستانية، وشنوا انطلاقًا منها غارات عبر الحدود بدءًا من صيف عام 2002. كانت وحدات حرب العصابات، التي يتراوح عدد أفرادها بين 5 و 25 رجلًا، تعبر الحدود بانتظام لإطلاق الصواريخ على قواعد التحالف، وتنصب الكمائن للقوافل والدوريات، وتعتدي على المنظمات غير الحكومية. وشهدت المنطقة المحيطة بقاعدة شكين في مقاطعة باكتيكا بعضًا من أشد الأنشطة.
ظل مقاتلو طالبان مختبئين في المناطق الريفية في أربع مقاطعات جنوبية: قندهار وزابل وهلمند وأروزكان. بعد أناكوندا طلبت وزارة الدفاع نشر مشاة البحرية الملكية البريطانية، المدربين تدريبًا متقدمًا في حرب الجبال. واستجابةً لذلك، نُشرت قوات «45 كوماندو» في عملية جاكانا في أبريل 2002. نفذت هذه القوات مهمات (منها عملية سنايب وعملية كوندوروعملية بازرد) على مدى عدة أسابيع مع نتائج متفاوتة. تجنب مقاتلو طالبان القتال.
وفي مايو 2002، أصبحت فرقة العمل المشتركة 180 المقر الرئيسي للجيش الأمريكي في البلاد، تحت قيادة الفريق دان ك. ماكنيل.
في وقت لاحق من عام 2002، أصبحت فرقة العمليات الخاصة المشتركة قيادة واحدة متكاملة تابعة لفرقة العمل المشتركة 180 الأوسع نطاقًا، التي كانت تقود كامل القوات الأمريكية المكلفة في عملية الحرية الدائمة-إيه؛ وشُكلت من مجموعة القوات الخاصة في الجيش (التي غالبًا ما شكلت من وحدات الحرس الوطني) وفرق نافي سيلز. شكل عنصر صغير من قيادة العمليات الخاصة المشتركة (سابقًا فرقة عمل سورد/11)، غير تابع للقيادة المباشرة لفرقة العمل المشتركة، جزءًا لا يتجزأ من فرقة العمليات الخاصة المشتركة، بقيادة قوات نافي سيلز والصاعقة البرية اللذين تناوبا في القيادة. ولم يخضع لقيادة إيساف، رغم أنه عمل بوصفه داعمًا لعمليات حلف شمال الأطلسي.

## 2003-2005 عودة حركة طالبان والحرب مع التحالف الذي تقوده الولايات المتحدة والقوات الأفغانية
تناثرت كتيبات طالبان وغيرها من الجماعات في المدن والأرياف في أوائل عام 2003، وحثت المؤمنين الإسلاميين على النهوض في وجه القوات الأمريكية والجنود الأجانب في حرب مقدسة. في 27 يناير 2003، خلال عملية مونغوس، هاجمت القوات الأمريكية عصابة من المقاتلين في مجمع كهف أدي غار على بعد 25 كم (15 ميلًا) شمال سبين بولداك. وأبلغ عن مقتل 18 متمردًا دون وقوع خسائر أمريكية. ويشتبه في أن الموقع شكّل قاعدة للإمدادات والمقاتلين القادمين من باكستان. ظهرت في ذلك الوقت أولى الهجمات المعزولة التي شنتها عصابات كبيرة نسبيًا من عناصر طالبان على أهداف أفغانية.
أعلنت «عملية الضربة الباسلة» وهي عملية برية عسكرية أمريكية كبيرة في أفغانستان في 19 مارس 2003، وشملت الكتيبتين الثانية والثالثة من فوج المشاة المظلي 504، والقوات الرومانية والأفغانية. تحركت القوات المشتركة عبر قندهار وأجزاء من جنوب أفغانستان بهدف القضاء على قوات العدو التابعة لطالبان وتدمير مخابئ أسلحتها، وحاولت أيضًا جمع معلومات استخباراتية عن أنشطة أفراد طالبان في المنطقة. وفي نهاية العملية في 24 مارس 2003، اعتقلت قوات التحالف 13 من المشتبه بهم من مقاتلي طالبان وصادرت أكثر من 170 قنبلة صاروخية (آر بي جي)، و180 لغمًا أرضيًا، و20 بندقية آلية ورشاشات، والكثير من الصواريخ والبنادق والقاذفات.

### 2018
ذكرت هيئة الإذاعة البريطانية (بي بي سي) في يناير أن حركة طالبان كانت نشطة علنيًا في 70٪ من البلاد (حيث سيطرت بالكامل على 14 مقاطعة ولديها حضور ووجود نشط ومفتوح في 263 أخرى)، وأن تنظيم الدولة الإسلامية كان أكثر نشاطًا في البلاد من من أي وقت مضى. بعد الهجمات التي شنتها حركة طالبان (بما في ذلك تفجير انتحاري بسيارة إسعاف في كابل يوم 27 يناير، وأسفر عن مقتل أكثر من 100 شخص) وتنظيم الدولة الإسلامية الذي قتل عشرات المدنيين، قرر الرئيس ترامب والمسؤولون الأفغان استبعاد أي محادثات مع طالبان.
في 15 فبراير ذكرت صحيفة نيويورك تايمز ارتفاع عدد المدنيين الأفغان المستهدفين عمداً من قبل طالبان، بناءً على تقرير سنوي للأمم المتحدة صدر قبل أسبوع. قدم هذا التقرير تقييماً مفصلاً للحرب الأفغانية التي دامت 16 عاماً، حيث أظهر تصاعد هجمات القصف المعقدة التي استهدفت المدنيين عمداً في 2017، حيث أصيب أو قُتل 10453 مدنياً أفغانياً. نظرًا لأن الحكومة الأمريكية والأفغانية تنشران إحصائيات أقل، فإن تقرير الأمم المتحدة هو أحد المؤشرات الأكثر موثوقية حول تأثير الحرب بحلول 2018. وشدد التقرير على ظهور «الهجمات المعقدة»، وهو نوع من الهجمات الانتحارية التي أصبحت أكثر فتكًا، وصفتها صحيفة نيويورك تايمز بأنها السمة المميزة للحرب في 2018. ويشار إلى تلك الهجمات على أنها رد طالبان الشرس على إستراتيجية الحرب الجديدة للرئيس الأمريكي ترامب (زيادة وتيرة القصف الجوي الذي يستهدف مقاتلي طالبان وداعش)، مما أعطي رسالة مفادها أن طالبان يمكن أن تضرب كما تشاء، حتى في العاصمة كابل. وتضمن تقرير الأمم المتحدة بيانا يوضح موقف طالبان. واتهمت طالبان الولايات المتحدة وحلفائها بخوض الحرب في أفغانستان، ونفت استهداف المدنيين. ونقلت صحيفة نيويورك تايمز عن عتيق الله أميرخيل الجنرال المتقاعد والمحلل العسكري المقيم في كابل قوله: «إن تقرير الأمم المتحدة أثبت فشل محادثات السلام، حيث إن كل من طالبان والحكومة الأمريكية مصممتان على النصر بدلاً من التفاوض على تسوية». وقال إن «المزيد من الضربات الجوية يعني المزيد من الهجمات الانتحارية»، مما يثبت اشتداد الحرب في 2018.
في الفترة من 12 يوليو إلى 1 أغسطس، نفذت حركة طالبان هجوم درزاب واستولت على منطقة درزاب بعد استسلام تنظيم ولاية خراسان إلى الحكومة الأفغانية.
من 10 إلى 15 أغسطس شنت طالبان سلسلة من الهجمات، كان أكبرها هجوم غزنة. خلال ذلك الهجوم استولت طالبان على غزنة، سادس أكبر مدينة في أفغانستان لعدة أيام، لكنها تراجعت في النهاية. قتلت حركة طالبان مئات الجنود والشرطة الأفغان واستولت على العديد من القواعد الحكومية والمناطق.
بعد الهجمات دعا إريك برنس المقاول العسكري الخاص والرئيس السابق لشركة بلاك ووتر إلى خصخصة إضافية للحرب. ومع ذلك انتقد وزير الدفاع الأمريكي آنذاك جيمس ماتيس الفكرة قائلاً: «عندما يضع الأمريكيون مصداقية أمتهم على المحك، فإن خصخصتها ربما لا تكون فكرة حكيمة».
في سبتمبر أثارت الأمم المتحدة مخاوف بشأن تزايد عدد الضحايا المدنيين بسبب الضربات الجوية في أفغانستان. أسقطت القوات الجوية الأمريكية حوالي 3000 قنبلة على المدنيين في الأشهر الستة الأولى من العام، لإجبار مقاتلي طالبان على إجراء محادثات سلام. وفي بيان أصدرته بعثة الأمم المتحدة للمساعدة في أفغانستان، ذكّرت جميع أطراف النزاع بـ «الوفاء بالتزاماتها بحماية المدنيين من الأذى».
في 17 أكتوبر قبل أيام من الانتخابات البرلمانية، قُتل مرشح انتخابي عبد الجبار قهرمان في هجوم شنته حركة طالبان. أصدرت طالبان بيانًا حذرت فيه المعلمين والطلاب من عدم المشاركة في الانتخابات المقبلة أو استخدام المدارس كمراكز اقتراع.
في 17 ديسمبر أجرى دبلوماسيون أمريكيون محادثات مع طالبان في الإمارات العربية المتحدة بشأن احتمال إنهاء الحرب. وأعطت طالبان شروطا بشأن موعد انسحاب القوات التي تقودها الولايات المتحدة قبل أي محادثات مع حكومة كابل وطالبت واشنطن بعدم معارضة تشكيل حكومة إسلامية. ومع ذلك، أصر المسؤولون الأمريكيون على الاحتفاظ ببعض القوات وعلى الأقل قاعدتين في البلاد. ووصف المسؤولون الأمريكيون الاجتماع بأنه «جزء من جهود الولايات المتحدة وشركاء دوليين آخرين لتعزيز الحوار بين الأفغان بهدف إنهاء الصراع في أفغانستان».

### 2019

النزاعات المسلحة المستمرة في يونيو 2019
----
حروب كبرى، 10,000 قتيل أو أكثر في العام الحالي أو الماضي

في 21 يناير 2019 قتلت حركة طالبان نحو 100 شخص في قاعدة المديرية الوطنية للأمن في ميدان شهر بولاية وردك. وفي 25 يناير 2019، قال الرئيس الأفغاني أشرف غني إن أكثر من 45 ألف عنصر من قوات الأمن الأفغانية قُتلوا منذ توليه الرئاسة في 2014. وقال أيضًا إنه كان هناك أقل من 72 ضحية دولية خلال نفس الفترة. قدر تقرير صادر عن الحكومة الأمريكية في يناير 2019 أن 53.8٪ من مناطق أفغانستان تسيطر عليها الحكومة أو تحت نفوذها، و 33.9٪ متنازع عليها و12.3٪ تحت سيطرة طالبان أو نفوذهم.
وفي 4 فبراير 2019 هاجمت حركة طالبان نقطة تفتيش في ولاية بغلان الشمالية. قتل 21 شخصا بينهم 11 شرطيا. وفي اليوم نفسه وقع هجوم آخر في ولاية سمنكان الشمالي أسفر عن مقتل 10 أشخاص.
في 25 فبراير 2019 بدأت محادثات السلام بين طالبان والولايات المتحدة في قطر، بحضور قوي للمؤسس المشارك لطالبان عبد الغني برادر. ذكر المبعوث الأمريكي الخاص زلماي خليل زاد أن هذه الجولة من المفاوضات «هي أكثر إنتاجية مما كانت عليه في الماضي» وأنه تم الاتفاق على مسودة اتفاقية سلام. تضمن الاتفاق انسحاب القوات الأمريكية والدولية من أفغانستان وعدم سماح طالبان للجماعات الجهادية الأخرى بالعمل داخل البلاد. كما ذكرت حركة طالبان أنه تم إحراز تقدم في المفاوضات.
وفي 1 مارس 2019 قادت حركة طالبان هجومًا على قاعدة شوراباك العسكري في هلمند، مما أسفر عن مقتل 23 عنصرًا وإصابة 20 عنصرًا.
في 30 أبريل 2019 نفذت القوات الحكومية الأفغانية عمليات تطهير استهدفت كلا من تنظيم الدولة - فرع خراسان وطالبان في شرق ولاية ننكرهار، بعد قتال المجموعتين لأكثر من أسبوع في مجموعة قرى حول منطقة تنجيم غير مشروع لمعدن التالك. وزعمت المديرية الوطنية للأمن مقتل 22 من مقاتلي تنظيم الدولة في خراسان وتدمير مخبأين للأسلحة، بينما ذكرت حركة طالبان أن القوات الأفغانية المدعومة من الولايات المتحدة قتلت سبعة مدنيين. قال مسؤول إقليمي إن أكثر من 9000 أسرة نزحت بسبب القتال.
وفي 28 يوليو 2019 ذكر أن مكتب أمر الله صالح نائب الرئيس أشرف غني قد تعرض لهجوم انتحاري مع عدد قليل من المسلحين. قُتل ما لا يقل عن 20 شخصًا وجُرح 50، وكان صالح من بين الجرحى. خلال العملية التي استمرت ست ساعات، تم إنقاذ أكثر من 150 مدنياً وقتل ثلاثة مسلحين.
وفي أغسطس سيطرت طالبان على أراض أكثر من أي وقت مضى منذ 2001. ذكرت صحيفة واشنطن بوست أن الولايات المتحدة كانت على وشك التوصل إلى اتفاق سلام مع طالبان وكانت تستعد لسحب 5000 جندي من أفغانستان. لكن في الشهر نفسه تم التأكيد لاحقًا على مقتل بعض قادة طالبان، ومنهم حافظ أحمد الله شقيق أمير طالبان هبة الله آخند زاده وبعض أقاربه الآخرين، في انفجار قنبلة بمسجد خير المدارس، الذي كان يقع في كويتا. ضاحية كوتشلاك وكانت لفترة طويلة مكان الاجتماع الرئيسي لأعضاء طالبان. وفي سبتمبر ألغت الولايات المتحدة المفاوضات.
في 3 سبتمبر 2019 أعلنت حركة طالبان مسؤوليتها عن الهجوم الانتحاري الذي استهدف مجمع القرية الخضراء في العاصمة الأفغانية كابل. وطبقاً للتقارير فقد قُتل قرابة 16 مدنياً، بينما أصيب 119 بجروح.
في 15 سبتمبر 2019 قُتل 38 من مقاتلي طالبان، بينهم اثنان من كبار القادة في عملية عسكرية أمريكية أفغانية مشتركة.
في 17 سبتمبر 2019 هاجم انتحاري تجمعًا لحملة الرئيس أشرف غني، مما أسفر عن مقتل 26 شخصًا وإصابة 42. وبعد أقل من ساعة نفذت حركة طالبان هجومًا انتحاريًا آخر بالقرب من السفارة الأمريكية ووزارة الدفاع الأفغانية، مما أدى إلى مقتل 22 شخصًا. شخص وجرح حوالي 38.
في 27 أكتوبر 2019 قُتل 80 من مقاتلي طالبان نتيجة عمليات عسكرية أفغانية - أمريكية مشتركة في قندهار وفارياب.
في 29 نوفمبر 2019 قام الرئيس ترامب بزيارة مفاجئة للقوات الأمريكية في أفغانستان، وكذلك عقد اجتماع مع الرئيس الأفغاني أشرف غني. وأعلن ترمب استئناف المحادثات مع طالبان أثناء الزيارة.

### 2020

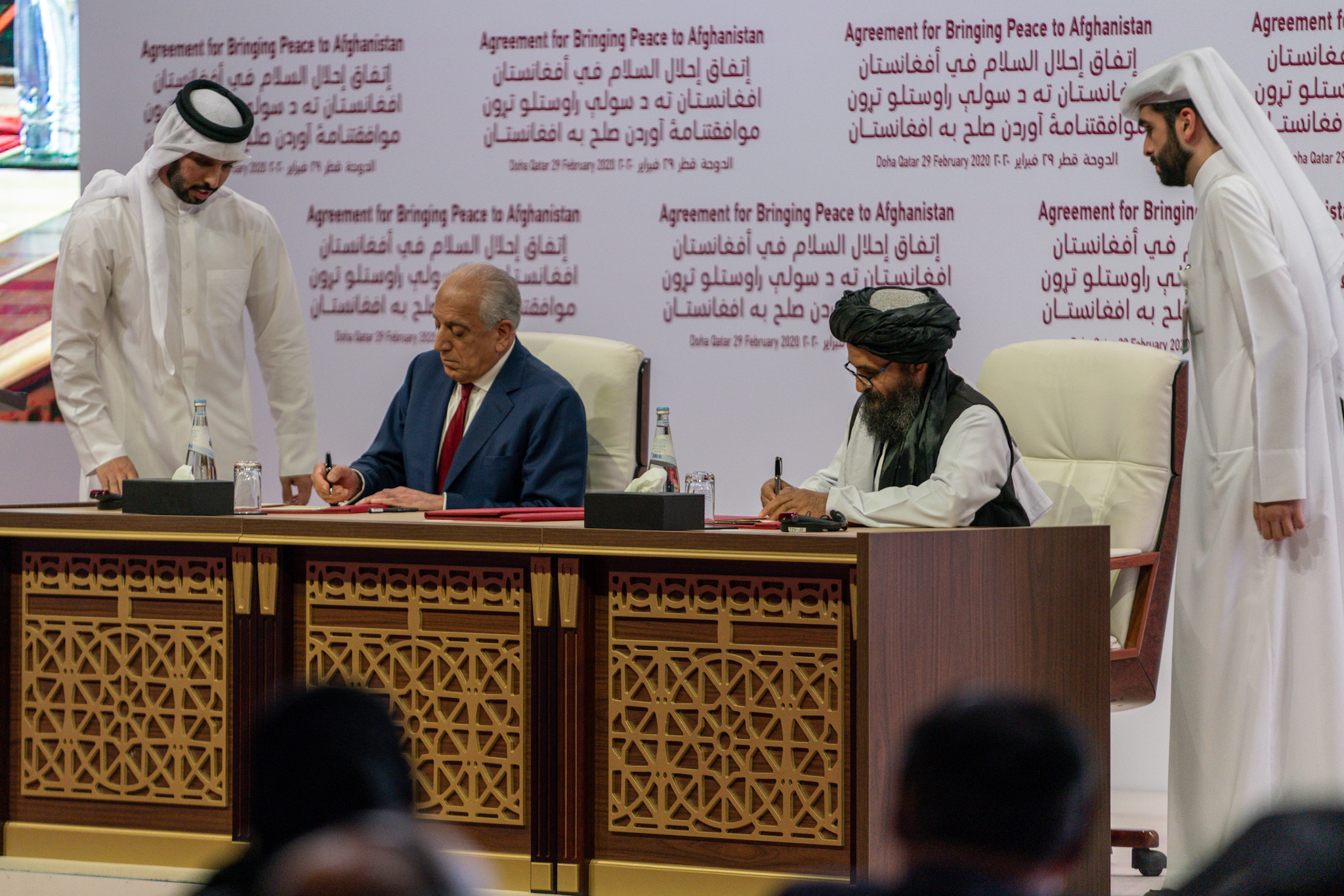
ممثل الولايات المتحدة زلماي خليل زاد وممثل طالبان عبد الغني برادار يوقعان اتفاقية إحلال السلام في أفغانستان في الدوحة يوم 29 فبراير 2020.

استؤنفت مفاوضات السلام في ديسمبر 2019. أسفرت هذه الجولة من المحادثات عن وقف جزئي لإطلاق النار لمدة سبعة أيام بدأ في 22 فبراير. وفي 29 فبراير وقعت الولايات المتحدة وطالبان اتفاق سلام مشروط في الدوحة دعا إلى تبادل الأسرى في غضون عشرة أيام وكان من المفترض أن يؤدي إلى انسحاب القوات الأمريكية من أفغانستان في غضون 14 شهرًا. ولم تكن الحكومة الأفغانية طرفًا في الصفقة، وفي مؤتمر صحفي في اليوم التالي انتقد الرئيس غني الاتفاق لأنه تم توقيعه خلف أبواب مغلقة. وقال إن الحكومة الأفغانية لم تتعهد بالإفراج عن 5000 سجين من طالبان وأن مثل هذا الإجراء ليس من سلطة الولايات المتحدة، ولكنه سلطة حكومة أفغانستان. كما ذكر غني أن أي تبادل للأسرى لا يمكن أن يكون شرطا مسبقا للمحادثات بل يجب أن يتم التفاوض عليه في إطار المحادثات.
استأنفت حركة طالبان عملياتها الهجومية ضد الجيش والشرطة الأفغانية في 3 مارس، وشنت هجمات في إقليمي قندوز وهلمند. وفي 4 مارس ردت الولايات المتحدة بشن غارة جوية على مقاتلي طالبان في هلمند.
في 6 مارس قتل تنظيم داعش خراسان 32 شخصًا في إطلاق نار جماعي في كابل. وبين 3 و 27 مارس تبنت طالبان 405 هجومًا ضد قوات الأمن الأفغانية.
في 20 أبريل قتلت طالبان في هجوم آخر ما لا يقل عن 23 جنديًا أفغانيًا وتسعة مدنيين.
في أبريل وثقت صحيفة نيويورك تايمز ضحايا الحرب الأفغانية في الفترة من 27 مارس حتى 23 أبريل وأبلغت أن ما لا يقل عن 262 من القوات الموالية للحكومة، إلى جانب 50 مدنيا قتلوا في غضون شهر تقريبا. بالإضافة إلى ذلك أصيب المئات من المدنيين والقوات الأفغانية أيضًا.
وفي 2 مايو أفرجت السلطات الأفغانية عن ما لا يقل عن 100 من أعضاء طالبان من السجن في كابل. جاء ذلك رداً على اتفاقية السلام مع الولايات المتحدة، والتي تقول طالبان إنها أكدت بالإفراج عن خمسة آلاف سجين. ومع ذلك فإن الحكومة الأفغانية التي نفت إطلاق سراحهم وأي سلطة من جانب الولايات المتحدة على القرار وافقت الآن على إطلاق سراح 1500 من أعضاء هذه الميليشيا.
في 12 مايو هاجم مسلحون مستشفى للولادة في كابل، مما أدى إلى 24 شخصًا. وتظاهر المهاجمون بأنهم ضباط شرطة وهم يرتدون زي الشرطة، مما أتاح لهم دخول المستشفى وفتحوا النار على من بداخلها.
في 19 مايو قصفت القوات الأفغانية عيادة في ولاية قندوز الشمالية. جاء القصف نتيجة قرار اتخذه الرئيس الأفغاني أشرف غني بالهجوم.
في 28 مايو تم تنفيذ الهجوم الأول منذ انتهاء وقف إطلاق النار لمدة ثلاثة أيام في عطلة عيد الفطر عند نقطة تفتيش في ولاية بروان شمال كابل، مما أدى إلى مقتل 14 عنصرًا على الأقل من قوات الأمن الأفغانية. وألقي اللوم على طالبان في الهجوم. وذكر أن عناصر من طالبان قتلوا أيضًا أثناء الهجوم، رغم أن طالبان لم تعلن مسؤوليتها عن الهجوم. وطبقاً لقائد شرطة المنطقة حسين شاه، فقد أشعل مقاتلو طالبان النيران في نقطة التفتيش، مما أسفر عن مقتل خمسة من قوات الأمن أثناء ذلك، فيما قتل اثنان آخران بطلقات نارية.

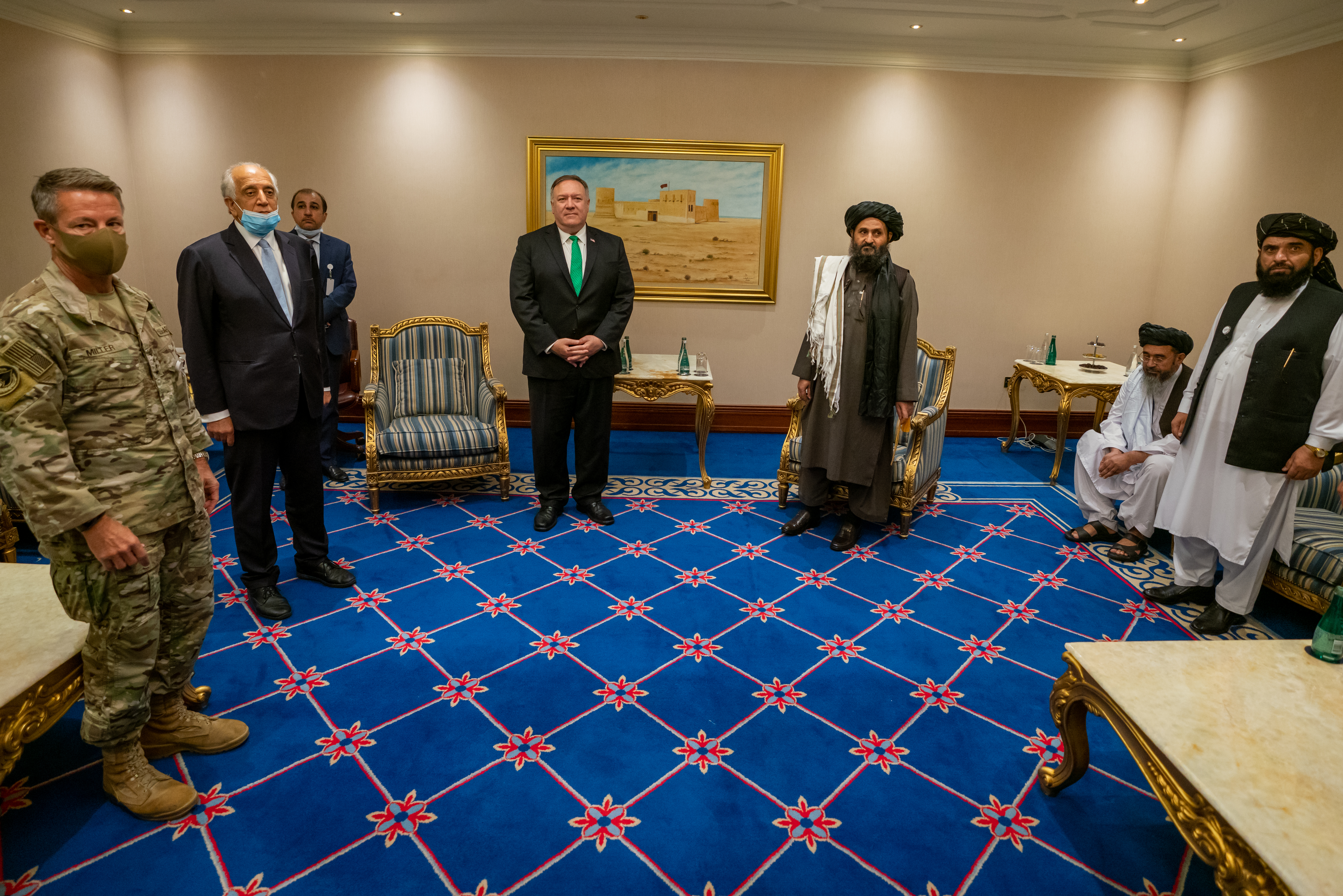
لقاء وزير الخارجية الأمريكي مايك بومبيو بوفد طالبان في الدوحة، يوم 12 سبتمبر 2020

في 29 مايو عقب الهجوم الذي أودى بحياة 14 فردًا من القوات الأفغانية، طلبت الحكومة من طالبان بإطالة أمد اتفاق وقف إطلاق النار. وبحسب ما ورد فقد وصل وفد من طالبان إلى كابل للتفاوض بشأن تبادل الأسرى بين الطرفين.
وفقًا لتقرير نشرته بعثة الأمم المتحدة للمساعدة في أفغانستان (يوناما) في 21 يونيو، فقد جرى خمسة عشر هجومًا على الرعاية الصحية في أفغانستان في الشهرين الأولين من جائحة مرض فيروس كورونا 2019. ومن بين الخمسة عشر هجمة كانت 12 هجمة مقصودة، بينما البقية كانت عرضية.
في يوليو أفاد الجيش الأمريكي أنه على الرغم من عدم إحراز تقدم في عملية السلام، إلا أن الحكومة الأفغانية كانت لا تزال قادرة على الحفاظ على سيطرتها على كابل وعواصم المقاطعات والمراكز السكانية الرئيسية ومعظم مراكز المقاطعات ومعظم خطوط الاتصالات الأرضية الرئيسية، كما انخفض العنف. وفي يوليو أفاد الرئيس غني أنه منذ 29 فبراير، قُتل 3560 فردًا من قوات الأمن الأفغانية، وأصيب 6781 بجروح. وفي 30 يوليو قتل انتحاري بسيارة مفخخة 17 شخصًا في بل علم بولاية لوكر.
في أغسطس نفذ تنظيم داعش خراسان هجوماً على سجن في جلال آباد بولاية ننكرهار، مما أسفر عن مقتل 29 وإصابة 50 على الأقل وإطلاق سراح ما يقرب من 300 سجين.
في أغسطس قدر مسؤولو المخابرات الأمريكية أن إيران قدمت منحًا لشبكة حقاني المرتبطة بطالبان لقتل جنود أجانب في أفغانستان، بمن فيهم الأمريكان. وأقرت المخابرات الأمريكية أن إيران دفعت مكافآت لمتمردي طالبان عن هجوم 2019 على مطار بغرام. ووفقًا لشبكة CNN فإن إدارة دونالد ترامب «لم تذكر أبدًا علاقة إيران بالتفجير وقد قال مسؤولون حاليون وسابقون إنه مرتبط بإعطاء الأولوية الأوسع لاتفاقية السلام والانسحاب من أفغانستان».
في 14 أغسطس أصيبت فوزية كوفي وهي سياسية أفغانية وناشطة في حقوق الإنسان برصاصة في ذراعها في محاولة اغتيال بالقرب من كابل. وكانت كوفي من أشد منتقدي طالبان وكانت أيضًا جزءًا من الفريق المكون من 21 عضوًا والمسؤول عن تمثيل الحكومة الأفغانية في محادثات السلام مع طالبان.
في 12 أكتوبر شنت قوات طالبان هجومًا كبيرًا في ولاية هلمند، حيث أبلغت الأمم المتحدة عن إجبار 35,000 مدنيا على الفرار من منازلهم. خلال هذا القتال في يوم 14 أكتوبر اصطدمت طائرتان هليكوبتر للجيش الأفغاني أثناء إجلاء الجرحى ببعضهما البعض مما أسفر عن مقتل جميع الركاب وأفراد الطاقم في كلتا الطائرتين. أوقفت طالبان الهجوم بسبب الضربات الجوية الأمريكية.
وفي 21 أكتوبر نصب مسلحو طالبان كمينًا لقوات الأمن الأفغانية في ولاية تخار مما أسفر عن مقتل 34 شخصًا على الأقل.
في أواخر أكتوبر كتبت حوالي 25 منظمة أفغانية وأسترالية لحقوق الإنسان رسالة إلى الحكومة الأسترالية تطالب فيها بالإفراج عن تحقيق للمفتش العام لقوات الدفاع الأسترالية في جرائم الحرب التي ارتكبتها القوات الأسترالية الخاصة في أفغانستان.
في نوفمبر طلب البيت الأبيض من وزارة الدفاع الأمريكية (البنتاغون) البدء في التخطيط لخفض مستويات القوات في أفغانستان والعراق إلى 2,500 لكل منهما خلال 15 يناير، قبل أيام فقط من مغادرة الرئيس دونالد ترامب منصبه. جاء ذلك بعد أسبوع واحد من إقالة ترامب وزير الدفاع مارك إسبر لصده جهود ترامب لتسريع الانسحاب في أفغانستان على عكس نصيحة القادة العسكريين، بما في ذلك الولايات المتحدة وقائد التحالف أوستن س. ميلر مما أدى إلى تطهير مسؤولين كبار في البنتاغون.
في ديسمبر تخلت الحكومة الأفغانية عن 193 نقطة تفتيش في ولاية قندهار.

### 2021

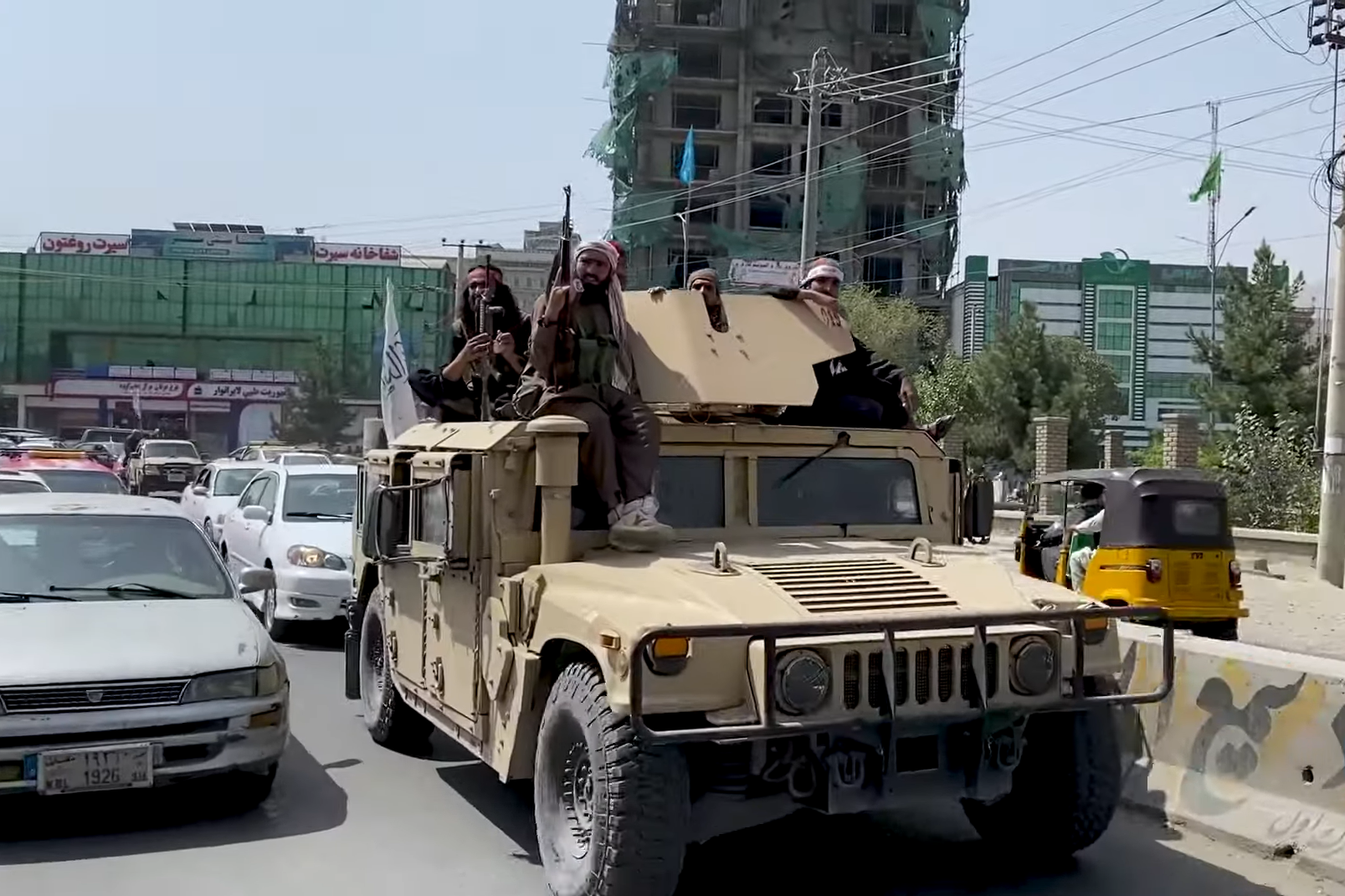
مقاتلي طالبان في كابل 17 أغسطس 2021

اشتدت قوة طالبان بقوة كبيرة في 2021، حيث أكملت القوات المسلحة الأمريكية انسحابها من البلاد بحلول سبتمبر. وفي 30 أبريل أدى تفجير في بل علم إلى مقتل حوالي 30 شخصًا. وفي 8 مايو أدى قصف مدرسة ثانوية في غرب كابل إلى مقتل حوالي 45 شخصًا. وكان معظم الضحايا من الطالبات اللائي كن يغادرن المدرسة في ذلك الوقت. لم تعلن أي جماعة مسؤوليتها عن هذين الهجومين حتى الآن. وفي 15 مايو أدى تفجير لداعش داخل مسجد في كابل إلى مقتل 12 شخصًا. وفي 1 يونيو أدى تفجير داعش لحافلتين إلى مقتل 10 أشخاص في كابل. وفي 5 يوليو ورد أن 1000 جندي أفغاني فروا إلى طاجيكستان هربًا من الاشتباكات مع متمردي طالبان. سيطرت طالبان على مدن مختلفة خلال شهري يونيو ويوليو مما أدى في النهاية إلى سقوط كابل في 15 أغسطس. وأعلن انتهاء الحرب في نفس اليوم، وأعطت طالبان القوات الأجنبية حتى 31 أغسطس لمغادرة البلاد. تم تشكيل قوة مقاومة صغيرة بقيادة أحمد مسعود في وادي بنجشير في 16 أغسطس. أدى هذا إلى صراع قصير مع حكومة طالبان الجديدة.